# Hetisingewikkeld
#hetisingewikkeld is een Vlaamse tragikomische televisieserie onder regie van Lenny Van Wesemael uit 2017 uitgezonden op VIER. Het is een productie van Geoffrey Enthoven en Mariano Vanhoof voor productiehuis Fobic Films.
De sitcom is een bewerking door Lenny Van Wesemael van een Deens format, Bedre skilt end aldrig (Splitting Up Together), van Mette Heeno. Het eerste seizoen van acht afleveringen werd uitgezonden van 30 augustus tot 11 oktober 2017. Het tweede seizoen startte op 6 oktober 2020.

## Plot
Het huwelijk van Lien en Peter loopt stroef. Ze hebben twee kinderen maar leven naast elkaar. Lien beslist te scheiden, waar Peter mee instemt. Om het voor de kinderen niet te moeilijk te maken besluiten ze de kinderen elke week met een van hen in het huis te laten wonen terwijl de andere in een mini-appartement in de kelder woont.

## Rolverdeling
| Acteur/Actrice          | Personage       | Afleveringen | Info                                                                 |
| ----------------------- | --------------- | ------------ | -------------------------------------------------------------------- |
| An Miller               | Lien            | 1-16         | Ex van Peter, zus van Ine, moeder van 2 kinderen                     |
| Ben Segers              | Peter           | 1-16         | Ex van Lien, vader van 2 kinderen                                    |
| Kristine Van Pellicom   | Ine             | 1-16         | Zus van Lien, moeder van 1 kind                                      |
| Lize Feryn              | Valerie         | 1-16         | Beste vriendin van Lien, vrouw van Koen, 4 kinderen                  |
| Bert Haelvoet           | Koen            | 1-16         | Beste vriend van Peter, man van Valerie, 4 kinderen                  |
| Jos Verbist             | Herman          | 1-16         | Vader van Ine en Lien, man van Moeder, grootvader van 3              |
| Els Olaerts             | Greet           | 1-16         | Moeder van Ine en Lien, grootmoeder van 3                            |
| Bill Barberis           | Seppe Verlinden | 1-8          | Ex-lief van Lien                                                     |
| Johny Voners            | Henri           | 1-16         | Vader van Nicolas, heeft dementie                                    |
| Charlotte Vandermeersch | Charlotte       | 1-16         | Ex-lief van Peter, moeder van 1                                      |
| Geert Hunaerts          | Nicolas         | 1-16         | Zoon van Henri, partner van Ine, pleegvader van Ine’s kind, huisarts |
| Leonce Peeters          | Zoë             | 1-16         | Oudste dochter van Peter en Lien                                     |
| Floor Van Boven         | Mona            | 1-16         | Jongste dochter van Peter en Lien                                    |

Gastrollen werden gespeeld door onder anderen Nico Sturm, Filip Peeters en Els Dottermans.